# هاينز بيك (مؤلف)
هاينز بيك (بالألمانية: Heinz Beck)‏ هو طباخ ومؤلف ألماني، ولد في 3 نوفمبر 1963 في فريدريكسهافن في ألمانيا.